# Silvio Berlusconi Communications
Silvio Berlusconi Communications est une société de production de cinéma et de télévision italienne qui a été créée par Silvio Berlusconi en 1987 et passe dans le giron de Mediaset en 1995.

## Filmographie

### Cinéma
1. Le Maître de la camorra (Il camorrista) de Giuseppe Tornatore (1986)
2. Caramelle da uno sconosciuto de Franco Ferrini (1987)
3. Soldati - 365 all'alba de Marco Risi (1987)
4. Le Masque de Satan de Lamberto Bava (1989)
5. Stanno tutti bene de Giuseppe Tornatore (1990)
6. Le comiche de Neri Parenti (1990)
7. Il tè nel deserto de Bernardo Bertolucci (1990)
8. Caldo soffocante de Giovanna Gagliardo (1991)
9. Cin cin de Gene Saks (1991)
10. Le comiche 2 de Neri Parenti (1991)
11. Johnny Stecchino de Roberto Benigni (1991)
12. Lucky Luke 2 de Ted Nicolaou (en) e Richard Schlesinger (1991)
13. Mediterraneo de Gabriele Salvatores (1991)
14. Volere volare de Maurizio Nichetti (1991)
15. Infelici e contenti de Neri Parenti (1992)
16. Io speriamo che me la cavo de Lina Wertmüller (1992)
17. Jonathan degli orsi de Enzo G. Castellari (1993)
18. Foreign Student de Eva Sereny (1994)
19. Dellamorte Dellamore de Michele Soavi (1994)
20. Il silenzio dei prosciutti de Ezio Greggio (1994)

### Télévision
1. Il gioko de Lamberto Bava - téléfilm (1989)
2. Sabato, domenica e lunedì de Lina Wertmüller - téléfilm (1990)
3. Renzo e Lucia - Storia d'amore di un uomo d'onore (Cosecharás tu siembra) - série TV (1991)
4. La Princesse rebelle (Fantaghirò) de Lamberto Bava - mini-série (1991)
5. Sherlock Holmes and the Leading Lady de Peter Sasdy - mini-série (1991)
6. Per odio per amore de Nelo Risi - téléfilm (1991)
7. Sherlock Holmes e l'incidente a Victoria Road (Incident at Victoria Falls) de Bill Corcoran - mini-série (1992)
8. La Sorcière noire (Fantaghirò 2) de Lamberto Bava - mini-série (1992)
9. Confessione mortale (Mortal Sins) de Bradford May - téléfilm (1992)
10. Cronaca nera de Faliero Rosati (1992)
11. Heidi de Michael Ray Rhodes - mini-série (1993)
12. La Reine des ténèbres (Fantaghirò 3) de Lamberto Bava - mini-série (1993)
13. Marilyn e Bobby - L'ultimo mistero (Marilyn & Bobby: Her Last Affair) de Bradford May - téléfilm (1993)
14. Passioni de Fabrizio Costa - serie TV (1993)
15. Piazza di Spagna de Florestano Vancini - mini-série (1993)
16. Rossella (Scarlett) de John Erman - mini-série (1994)
17. Normandia - Passaporto per morire (Fall from Grace) de Waris Hussein - téléfilm (1994)
18. L'Empereur du mal (Fantaghirò 4) de Lamberto Bava - mini-série (1994)
19. Desideria et le Prince rebelle (Desideria e l'anello del drago) de Lamberto Bava - mini-série (1994)